# Boelie Kessler
Hermann Johannes ("Boelie") Kessler (Den Haag, 30 november 1896 – Wassenaar, 17 augustus 1971) was een Nederlandse voetballer. Net als zijn oudere broer Dolph en zijn neven Dé en Tonny speelde hij voor het Haagse HVV en kwam hij uit voor het Nederlands elftal.

## Levensloop
Zijn roepnaam was Herman, maar als dreumes werd hij broer genoemd, dat hij zelf vervolgens verbasterde tot Boelie ("broerlief"). Deze naam bleef hij de rest van zijn leven voeren. Hij was een zoon van de ondernemer August Kessler.
Kessler maakte zijn debuut in het Nederlands elftal in de eerste interland na de Eerste Wereldoorlog, op 9 september 1919 tegen Zweden. In het elftal, getraind door Jack Reynolds, speelde ook zijn neef Dé Kessler. Boelie Kessler speelde tussen 1919 en 1922 in totaal negen interlands, waarin hij twee keer scoorde. Hij miste de Olympische Zomerspelen 1920 omdat hij voorrang gaf aan zijn studie. "Zo heel veel betekende voetbal toen nog niet in je leven", zei hij daar later over. In zijn laatste interland, op 19 november 1922 tegen Zwitserland, werd hij in de rust vervangen door Appie Groen.
Kessler was tevens actief als hockeyspeler. Na zijn sportcarrière werd hij oogarts in Wassenaar.